# Amtsgericht Warin

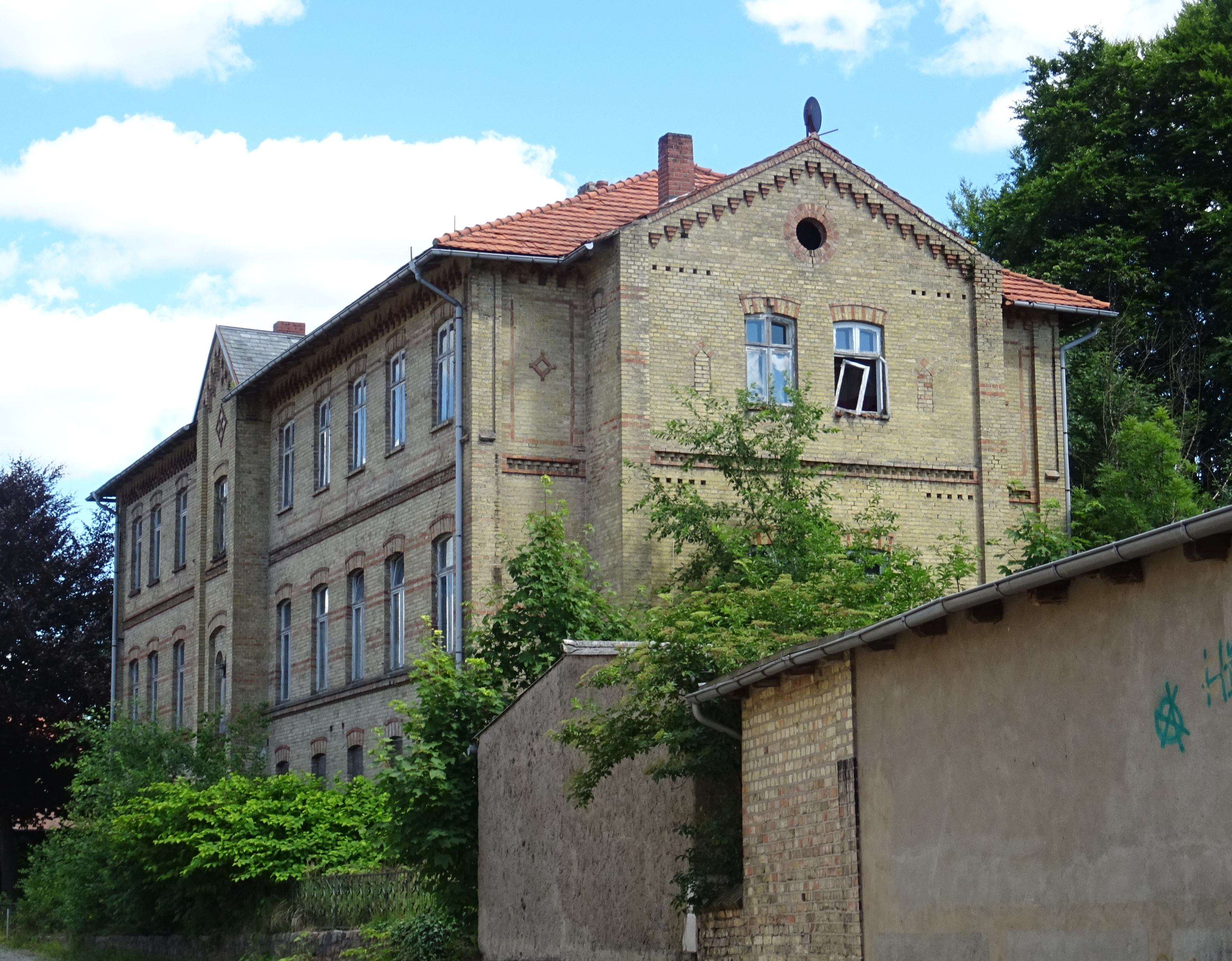
Ehem. Amtsgericht Warin (2018)

Das Amtsgericht Warin war ein Gericht der ordentlichen Gerichtsbarkeit in Mecklenburg-Schwerin mit Sitz in Warin.

## Geschichte

### Mecklenburg-Schwerin
Im Rahmen der Reichsjustizgesetze wurden die bestehenden Gerichte des Großherzogtums Mecklenburg-Schwerin aufgelöst und Amts-, Landes- und Oberlandesgerichte gebildet. Das Amtsgericht Warin war dem Landgericht Güstrow und dem Oberlandesgericht Rostock nachgeordnet. Am Gericht bestand 1880 eine Richterstelle. Das Amtsgericht war damit ein kleines Amtsgericht im Landgerichtsbezirk.
Sein Gerichtsbezirk umfasste die Stadt Warin, große Teile des Dominialamtes Warin, den Ort Bibow aus dem ritterschaftlichen Amt Crivitz und folgenden Orten aus dem ritterschaftlichen Amt Mecklenburg: Dämelow, Klein Jarchow, Jesendorf, Kleekamp, Laase, Moltow, Nepersdorf, Neuhof, Rothenmoor, Rubow, Schimm, Alt Schlagsdorf, Tarzow, Trams und Ventschow.

### Nach dem Zweiten Weltkrieg
Nach dem Zweiten Weltkrieg wurde die Zuordnung der Amts- und den Landgerichten neu geregelt und das Amtsgericht Warin kam zum Landgericht Schwerin.
In der DDR wurden die Amtsgerichte 1952 aufgelöst und einheitlich Kreisgerichte gebildet. Warin wurde keine Kreisstadt. Es gehörte zum Kreis Sternberg, dort entstand so das Kreisgericht Sternberg, welches dem Bezirksgericht Schwerin nachgeordnet war. Auch nach dem Zusammenbruch der DDR wurde kein Amtsgericht in Warin neu gebildet.

## Gerichtsgebäude
Das Amtsgerichtsgebäude (heutige Adresse: Burgstraße 25) steht als Baudenkmal unter Denkmalschutz.